# Yoshiko Tanaka
Yoshiko Tanaka (Adachi, 8 de abril de 1956 - 21 de abril de 2011) foi uma atriz japonesa.